# HD66273
HD66273 — хімічно пекулярна зоря спектрального класу B9, що має видиму зоряну величину в смузі V приблизно  8,8.
Вона  розташована на відстані близько 911,1 світлових років від Сонця.

## Пекулярний хімічний склад
Зоряна атмосфера HD66273 має підвищений вміст 
Si
.